# Nuevo Huaypira Somate Alto
Nuevo Huaypira Somate Alto es una localidad peruana ubicada en el distrito de Sullana, perteneciente a la provincia homónima del departamento de Piura, al norte del Perú. 

## Ubicación
Nuevo Huaypira Somate Alto se ubica al oeste de la provincia de Sullana, en el distrito homónimo, en el departamento de Piura. 

## Demografía
En 2017 Nuevo Huaypira Somate Alto tenía una población de 9 habitantes.